# Shreveport Regional Airport

i7
i11
i13
Der Shreveport Regional Airport (IATA-Code: SHV, ICAO-Code: KSHV) ist der Verkehrsflughafen der amerikanischen Großstadt Shreveport im US-Bundesstaat Louisiana.

## Lage und Verkehrsanbindung
Der Shreveport Regional Airport befindet sich zehn Kilometer südwestlich des Stadtzentrums von Shreveport. Die Interstate 20, der U.S. Highway 79 und der U.S. Highway 80 verlaufen nördlich des Flughafens. Der Louisiana Highway 3132 verläuft westlich des Flughafens und geht nordwestlich von diesem in die Interstate 220 über. Zusätzlich verläuft der Louisiana Highway 511 südlich des Flughafens.
Der Shreveport Regional Airport wird durch Busse in den Öffentlichen Personennahverkehr eingebunden. Die Routen 7, 13, 24, 25 und 108 des Betreibers SporTran fahren das Passagierterminal regelmäßig an. Die Busse sind kostenlos nutzbar (Stand 2024).

## Geschichte
Ab 1931 diente der Shreveport Downtown Airport als Verkehrsflughafen der Stadt Shreveport. Nach dem Zweiten Weltkrieg wurden immer größere Flugzeuge eingeführt, sodass eine Verlängerung der Start- und Landebahnen notwendig wurde. Dies war aufgrund der Lage des Flughafens jedoch nicht möglich. Daher wurde der Bau eines neuen Verkehrsflughafens geplant.
Im Mai 1947 stellte die Stadt Shreveport ihren Anteil von 2,4 Millionen US-Dollar für das Passagierterminal des neuen Flughafens bereit. 1948 wurde ein Architekturbüro mit der Standortsuche beauftragt. Im Jahr 1949 wurde der heutige Standort bei einer Abstimmung ausgewählt. Der neue Flughafen wurde am 6. Juli 1952 als Greater Shreveport Municipal Airport eröffnet. Im Anschluss wurde der kommerzielle Luftverkehr vom Downtown Airport an den neuen Flughafen verlegt.
1971 wurde ein neues Passagierterminal mit zwei Concourses und einem neuen Verwaltungsgebäude eröffnet. Zudem wurde der Flughafen in Shreveport Regional Airport umbenannt. Das alte Passagierterminal wird seitdem vom Fixed Base Operator des Flughafens genutzt. In den 1980er Jahren begann Rockwell International, einen neuen Hangar für die Modifikation von Militärflugzeugen zu nutzen. 1998 erfolgte der Spatenstich für eine 30 Millionen US-Dollar teure Erweiterung und Sanierung des Passagierterminals. Dabei wurde auch der heutige Eingangsbereich des Passagierterminals errichtet. Die Arbeiten wurden im November 1999 abgeschlossen. 
Im Herbst 2001 stellte Boeing, welche die Rockwell International Corporation zwischenzeitlich übernommen hatte, die Nutzung des großen Hangars ein. Bereits im August 2001 hatte ExpressJet Airlines einen Langzeitmietvertrag für den Hangar abgeschlossen. Ab November 2001 wurden im Hangar 40 Regionalflugzeuge des Typs Embraer ERJ 145 gewartet. Der Hangar wurde von ExpressJet Airlines erweitert und ein zusätzlicher, kleinerer Hangar angemietet, bevor die Fluggesellschaft die Flugzeugwartung am Shreveport Regional Airport im November 2017 einstellte.
Im Jahr 2018 wurden die Sicherheitskontrollen, welche sich zuvor auf zwei Standorte aufteilten, an einem Standort zusammengefasst. Im Mai 2018 kündigte die Frachtfluggesellschaft Western Global Airlines an, ihre Großraumflugzeuge am Shreveport International Airport warten zu wollen. Seit Juli 2018 wird der Hangar 40 zu diesem Zweck genutzt.

## Flughafenanlagen
Der Shreveport Regional Airport erstreckt sich über 658 Hektar.

### Start- und Landebahnen
Der Shreveport Regional Airport verfügt über zwei Start- und Landebahnen. Die Start- und Landebahn 14/32 ist 2545 Meter lang und 61 Meter breit, der Belag besteht aus Asphalt. Die Start- und Landebahn 06/24 ist 1890 Meter lang und 46 Meter breit, der Belag besteht ebenfalls aus Asphalt.

### Passagierterminal

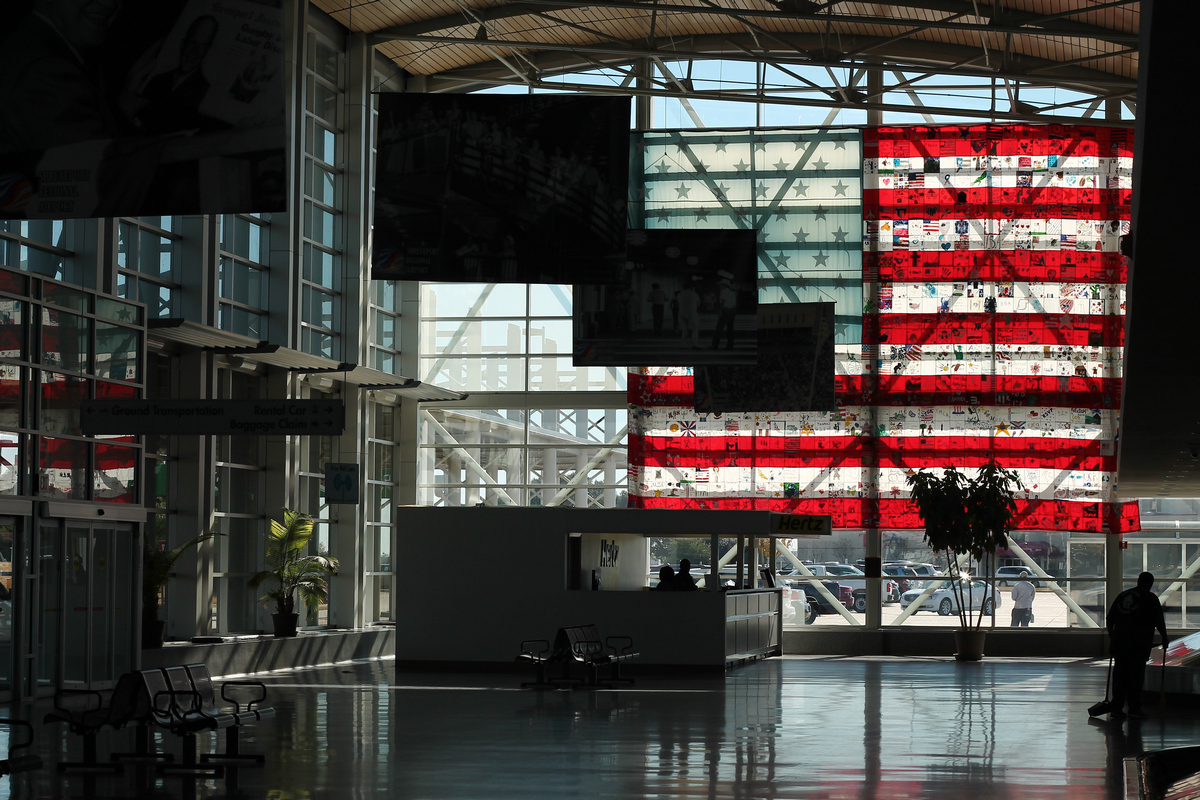
Innenansicht des Passagierterminals

Der Shreveport Regional verfügt über ein Passagierterminal, dieses liegt an der nördlichen Seite des Flughafengeländes. Die vier Flugsteige des Terminals sind mit Fluggastbrücken ausgestattet.

### Frachtterminals
Der Shreveport Regional Airport verfügt über zwei Frachtterminals, diese liegen westlich des nördlichen Endes der Start- und Landebahn 14/32. Das größere Frachtterminal wird dabei von FedEx und Mountain Air Cargo genutzt, während das kleinere Frachtterminal von UPS Airlines genutzt wird.

### Flugzeugwartung
Der Hangar 40 wird von der Frachtfluggesellschaft Western Global Airlines zur Wartung ihrer Großraumflugzeuge genutzt.

## Fluggesellschaften und Ziele
Der Shreveport Regional Airport wird von den Fluggesellschaften Allegiant Air, American Eagle, Delta Connection und United Express genutzt. Zusätzlich wird der Flughafen von den Frachtfluggesellschaften FedEx, Mountain Air Cargo und UPS Airlines genutzt.
Es werden acht Ziele in den Vereinigten Staaten angeflogen, darunter vor allem die Drehkreuze der einzelnen Fluggesellschaften.

## Verkehrszahlen
| Jahr | Fluggastaufkommen | Luftfracht (Tonnen) (mit Luftpost) | Flugbewegungen |
| ---- | ----------------- | ---------------------------------- | -------------- |
| 2019 | 683.498           | -                                  | -              |
| 2018 | 629.309           | -                                  | -              |
| 2017 | 564.783           | -                                  | -              |
| 2016 | 575.569           | -                                  | -              |
| 2015 | 610.714           | -                                  | -              |
| 2014 | 636.914           | 23.086                             | -              |
| 2013 | 587.281           | 24.480                             | -              |
| 2012 | 578.370           | 27.971                             | -              |
| 2011 | 562.530           | 30.116                             | -              |
| 2010 | 508.636           | 30.234                             | -              |
| 2009 | 511.730           | 29.948                             | -              |
| 2008 | 596.819           | 33.805                             | 54.943         |
| 2007 | 640.374           | 31.608                             | 54.401         |
| 2006 | 641.656           | 28.616                             | 54.658         |

### Verkehrsreichste Strecken
| Rang | Stadt                             | Passagiere | Fluggesellschaft |
| ---- | --------------------------------- | ---------- | ---------------- |
| 01   | Dallas/Fort Worth, Texas          | 101.320    | American Eagle   |
| 02   | Atlanta, Georgia                  | 99.250     | Delta Connection |
| 03   | Houston–Intercontinental, Texas   | 49.870     | United Express   |
| 04   | Charlotte, North Carolina         | 33.880     | American Eagle   |
| 05   | Las Vegas, Nevada                 | 16.040     | Allegiant        |
| 06   | Denver, Colorado                  | 14.580     | United Express   |
| 07   | Orlando–Sanford, Florida          | 4.780      | Allegiant        |
| 08   | Destin–Fort Walton Beach, Florida | 3.940      | Allegiant        |
| 09   | El Paso, Texas                    | 150        | k. A.            |
| 10   | Oklahoma City, Oklahoma           | 150        | k. A.            |

## Zwischenfälle
- Am 17. Mai 1953 wurde eine Douglas DC-3/DST-318 der US-amerikanischen Delta Air Lines (Luftfahrzeugkennzeichen N28345) beim Durchflug eines Gewitters 21 Kilometer östlich von Marshall (Texas) (USA) durch einen Downburst zu Boden gedrückt und fing Feuer. Die Maschine war noch 43 Kilometer vom Ziel entfernt, dem Flughafen Shreveport. Von den 20 Insassen kamen 19 ums Leben, drei Besatzungsmitglieder und 16 Passagiere.[16]